# Aldisa albomarginata
Aldisa albomarginata is een slakkensoort uit de familie van de Cadlinidae. De wetenschappelijke naam van de soort werd voor het eerst geldig gepubliceerd in 1984 door Millen.